# Descurainia gonzalezii
Descurainia gonzalezii Svent., es una especie de planta perteneciente a la familia de las brasicáceas.

## Distribución geográfica
D.gonzalezii es un endemismo de Tenerife en las Islas Canarias.

## Características
Dentro del género se diferencia por sus hojas cubiertas de pelos cortos de color blanco-grisáceo; las inferiores son unipinnadas, con lóbulos lineares estrechos. Las inflorescencias  en general no son ramificadas y las silicuas son erectas o arqueadas.

## Taxonomía
Descurainia gonzalezii fue descrito por Eric Ragnor Sventenius y publicado en Bol. Inst. Nac. Invest. Agron. xiii. N.º 28, 17 (1953).
Etimología
Descurainia: nombre genérico dedicado a François Descuraine (1658-1740), farmacéutico francés.
gonzalezii: epíteto dedicada a D.Manuel González, amigo de Sventenius, autor que describió esta especie por primera vez.